# Groupe TF1
Groupe TF1 é um grupo de mídia francês fundado em 1987 e proprietário da rede de televisão TF1, maior emissora de TV da França. A empresa foi formada após a privatização da TF1 e atualmente é controlada pelo grupo industrial Bouygues, com uma participação de 43,8%.

## Operações
- TF1 - Maior canal de televisão da França
- LCI - Canal de Notícias (lançado em 1994)
- TV Breizh - 80% de participação
- Eurosport - 80% de participação[3]
- Eurosport 2 - 80% de participação
- Eurosport News - 80% de participação
- Odyssée (lançado em 1996)
- Histoire (lançado em 2004) - 80% de participação
- Ushuaïa TV - 80% de participação
- Télé Monte Carlo - 80% de participação
- TF6 - 50% de participação
- Série Club - 50% de participação
- TF1 Séries Films - Lançado em 2005
- TFX (lançado em 2012)
- Stylia - 80% de participação